# Canzoniere Grecanico Salentino
Canzoniere Grecanico Salentino (CGS) – zespół wykonujący tradycyjną muzykę ludową Półwyspu Salentyńskiego oraz muzykę inspirowaną jego tradycjami. Został utworzony w 1975 roku przez pisarkę Rinę Durante wraz z przyjaciółmi – muzykami i badaczami kultury regionu Salento. Jest jednym z najdłużej działających w tym regionie zespołów muzyki tradycyjnej nawiązującym do tradycji taranteli i jej apulijskiej odmiany, którą jest pizzica. Teksty wykonywanych utworów (zarówno tradycyjnych, jak i własnego autorstwa) są w dużej mierze w dialekcie salentyńskim.
Zespół koncertuje na całym świecie (kilkakrotnie występował także w Polsce) spotykając się z entuzjastycznym odbiorem i zbierając pozytywne recenzje. W 2014 r. za promowanie praw człowieka (w kontekście praw migrantów i uchodźców) zespół otrzymał od Amnesty International Włochy nagrodę w kategorii "Sztuka i Prawa Człowieka". Wyróżnienie to przyznano za piosenkę "Solo andanta" z tekstem wiersza autorstwa Erri De Luca.

## Skład zespołu

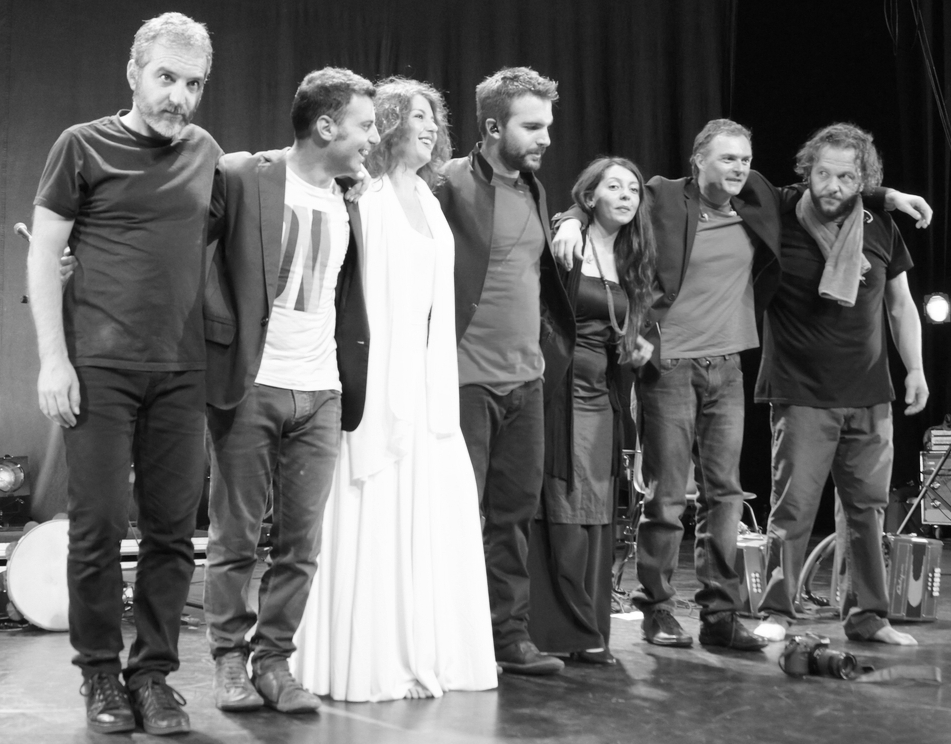
Od lewej: Emanuele Licci, Giulio Bianco, Silvia Perrone, Mauro Durante, Alessia Tondo, Massimiliano Morabito, Giancarlo Paglialunga

- Mauro Durante – bęben obręczowy, skrzypce, śpiew
- Emanuele Licci – buzuki, gitara, śpiew
- Alessia Tondo – śpiew, bęben obręczowy
- Silvia Perrone – taniec
- Giulio Bianco – harmonijka, zampogna(inne języki) (dudy), flet
- Massimiliano Morabito – akordeon diatoniczny
- Giancarlo Paglialunga – perkusjonalia, śpiew

Obecny skład to już drugie pokolenie artystów tego zespołu. Mauro Durante i Emanuele Licci kontynuują działalność swoich rodziców – członków pierwszego składu Canzoniere Grecanico Salentino. Emanuele Licci to syn Roberto Licci, zaś ojciec Mauro Durnate to Daniele Durante, od którego Mauro przejął w 2007 r. opiekę nad zespołem. Jego matka, Rossella Pinto, także należała wcześniej do zespołu. Również Alessia Tondo już jako dziecko podejmowała współpracę z zespołem na zaproszenie Daniele Durante. Wszyscy członkowie zespołu (aktywni także jako indywidualni artyści) są silnie związani z tradycją muzyczną Półwyspu Salentyńskiego.

## Dyskografia

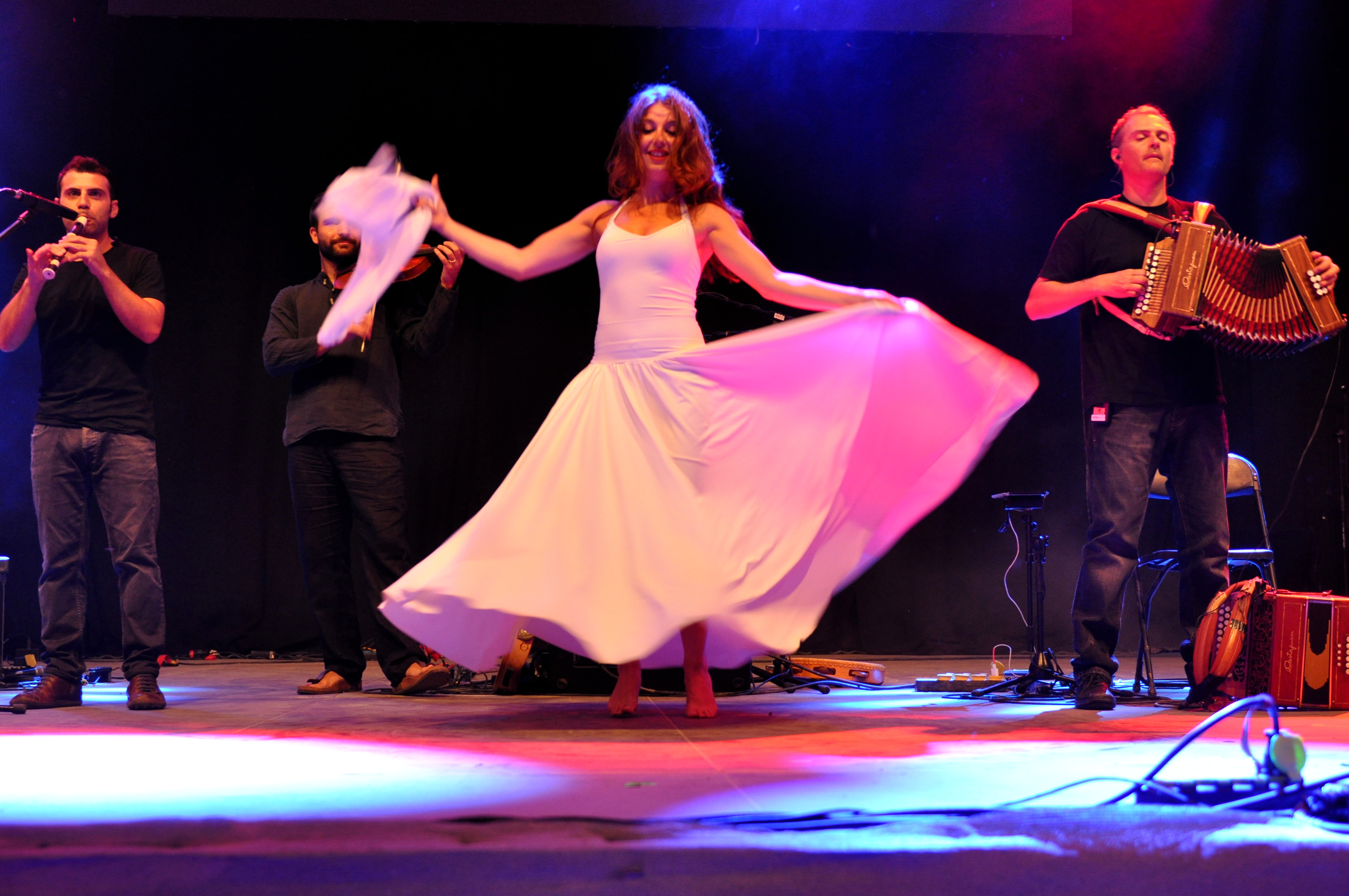
CGS na festiwalu Horizonte, 2015

- 1977 – Canti di Terra d'Otranto e della Grecia Salentina
- 1980 – Concerto 1
- 1983 – Come farò a diventare un mito
- 1985 – Concerto 2
- 1988 – Canzoniere Grecanico Salentino
- 1991 – Concerto 3
- 1994 – Sutt'acqua e sutta ientu navegamu
- 1994 – Mamminieddhu Zuccaratu
- 1997 – Ni pizzicau lu core
- 1998 – Ballati tutti quanti ballati forte
- 2000 – Canti e pizzichi d'amore
- 2000 – Carataranta
- 2001 – Pizzica pizzica
- 2002 – Alla riva del mare
- 2002 – Serenata
- 2004 – Pizzicarella mia
- 2010 – Focu d'amore
- 2012 – Pizzica Indiavolata
- 2015 – 40 Quaranta
- 2017 – Canzoniere
- 2021 – Meridiana[8][9]